# Echo (série de televisão)
Echo (bra: Eco) é uma minissérie estadunidense criada por Marion Dayre para o Disney+, baseada na personagem Echo da Marvel Comics. É a décima série de televisão do Universo Cinematográfico Marvel (UCM) produzida pelo Marvel Studios, compartilhando continuidade com os filmes da franquia, e é um spin-off da série Hawkeye (2021). Mostra Maya Lopez retornando à sua cidade natal, onde ela deve aceitar seu passado, se reconectar com suas raízes nativas americanas e abraçar sua família e comunidade. Dayre e Amy Rardin são as roteiristas principais da série, com Sydney Freeland liderando a equipe de direção. 
Alaqua Cox reprisa seu papel como Maya Lopez / Eco, de Hawkeye, com  Chaske Spencer, Tantoo Cardinal, Charlie Cox, Devery Jacobs, Zahn McClarnon, Cody Lightning, Graham Greene e Vincent D'Onofrio também estrelando. O desenvolvimento do spin-off começou em março de 2021, com Etan e Emily Cohen como roteiristas principais junto com Alaqua Cox. A série foi formalmente anunciada em novembro de 2021, quando foi revelado que Dayre seria a roteirista principal, com Sydney Freeland confirmada para dirigir em março de 2022. As filmagens ocorreram do final de abril ao final de agosto de 2022, na área metropolitana de Atlanta, incluindo Atlanta, Peachtree City, Social Circle e Grantville, Geórgia. Em maio de 2022, a Marvel revelou adições ao elenco e que Catriona McKenzie também dirigiria, enquanto o envolvimento de Amy Rardin foi revelado em setembro.
Echo foi lançada com todos os episódios simultaneamente no Disney+ e Hulu em 9 de janeiro de 2024 e consiste em cinco episódios. É o primeiro lançamento televisivo da Marvel Studios a estrear no Hulu e a receber uma classificação para maiores. É parte da Fase Cinco do UCM e a primeira série sob o selo "Marvel Spotlight".

## Sinopse
5 meses após os eventos de Hawkeye (2021), Maya Lopez está sendo perseguida pela organização de Wilson Fisk, retornando à sua cidade natal em Oklahoma, onde ela deve aceitar seu passado, enquanto se reconecta com suas raízes nativas americanas, abraçando sua família e sua comunidade.

## Elenco
- Alaqua Cox como Maya Lopez / Eco:
Uma choctaw nativa americana surda e ex-líder da Gangue do Agasalho, uma gangue criminosa que trabalha para Wilson Fisk.[6][7] A diretora e produtora executiva, Sydney Freeland, observou que Maya está em "um lugar muito vulnerável e emocional" e tem "toda essa emoção, raiva e sentimento reprimidos dentro dela", que Fisk é capaz de explorar. Maya não tem a capacidade de copiar perfeitamente os movimentos de outra pessoa nos quadrinhos, o que Freeland considerou "meio ridículo".[6] O coordenador de dublês, Mark Scizak, foi capaz de incorporar a perna protética de Cox em suas lutas, com Scizak descrevendo o estilo de luta de Maya como "uma mistura muito fundamentada de MMA e um monte de artes marciais".[8] Darnell Besaw interpreta a jovem Maya Lopez.[9]
- Chaske Spencer como Henry "Black Crow" Lopez:
Tio de Maya e irmão de William, dono de um rinque de patinação local e ainda ligado ao império criminoso de Fisk. Spencer disse a Henry que "se sente culpado" porque William morreu e o retorno de Maya o faz enfrentar coisas para as quais ainda não está pronto.[8]
- Tantoo Cardinal como Chula:
A avó distante de Maya. Cardinal explicou que no início da série, o relacionamento das duas "está bastante fraturado e elas não estão em um bom lugar", dada a raiva de Chula após a morte de sua filha, a mãe de Maya, que fez Maya e seu pai irem embora.[8] Isabella Madrigal interpreta a jovem Chula.[10]
- Charlie Cox como Matt Murdock / Demolidor:
Um advogado cego de Hell's Kitchen, Nova York, que leva uma vida dupla como vigilante mascarado.[11][12] O Demolidor aparece em uma sequência de flashback onde ele luta contra Maya enquanto ela está em uma missão inicial para Fisk.[12] Palmer explicou que a inclusão do Demolidor foi feita de uma forma que os criativos esperavam que parecesse parte de sua história que havia sido estabelecida na série Netflix da Marvel Television, embora ainda acessível para espectadores que não tinham visto essas séries. Ele disse: "queríamos apenas ter certeza de que honraria o que veio antes, mas esperamos que também o levasse adiante" e ajudou a levar à série Daredevil: Born Again.[13]
- Devery Jacobs como Bonnie:
Uma pessoa "resiliente e obstinada" que é filha de adultos surdos (CODA), prima distante de Maya e uma EMT.[14][15][9][8] "Foi duro" para ela quando Maya foi embora pela primeira vez, visto que elas eram tão próximas, e tem esperança de reacender esse relacionamento quando ela retornar.[8] Jacobs já dublou Kahhori na segunda temporada de What If...?, que ela chamou de "coincidência" por ela fazer parte de dois projetos da Marvel Studios e observar que as duas personagens não eram relacionadas.[14] Wren Zhawenim Gotts interpreta a jovem Bonnie.[10]
- Zahn McClarnon como William Lopez: O falecido pai de Maya e ex-comandante da Gangue do Agasalho.[16]
- Cody Lightning como Biscuits:
O primo "bem-intencionado" de Maya, que é "amante da diversão e de boa índole". Lightning disse que Biscuits se torna o "companheiro de Maya que proporciona algum alívio cômico para ela", chamando-o de "um cachorrinho grande e sério" que tem uma forte lealdade à família.[8]
- Graham Greene como Skully: Uma figura de avô para Maya, dono de uma loja de penhores da cidade. Ao contrário de outros membros da família distante de Maya, Skully está mais disposto a encontrar um caminho a seguir em seu relacionamento.[8]
- Vincent D'Onofrio como Wilson Fisk / Rei do Crime:
Um senhor do crime em Nova York que é tio adotivo de Maya e o homem responsável pela morte de seu pai.[11] Após os eventos de Hawkeye (2021), em que foi baleado por Lopez, Fisk começa a usar um tapa-olho, ao contrário dos quadrinhos em que ficou cego dos dois olhos.[17] Apesar de ter sido baleado por Maya, D'Onofrio observou que Fisk está trabalhando duro para trazê-la de volta em sua vida, dizendo que a série mostra os dois em um "período de muita ansiedade entre pai e filha".[18] O produtor executivo, Richie Palmer, gostou de poder ver um lado diferente da "emocionalidade" do personagem na série, já que foi "humilhado" por Maya no final de Hawkeye, o que o tornou um "homem um pouco mudado".[19] D'Onofrio acreditava que retratou o personagem de uma forma que despertou nele os mesmos sentimentos "inquietos" que fez em sua interpretação em Daredevil, e queria mostrar que ele pode "cuidar das pessoas de uma forma real", o que realça a intriga e o terror de Fisk.[18] Quando questionado se Fisk estava sendo definido como o Thanos dos projetos urbanos do MCU, o produtor executivo Brad Winderbaum concordou, chamando a série de um “capítulo crucial” na jornada do personagem, e que Echo “prepararia o cenário de algumas maneiras notáveis" para suas próximas aparições.[20] No final da série, quando Maya usa seus poderes em Fisk para tentar curar seu trauma de infância, D'Onofrio acreditava que isso havia "iluminado" Fisk, em vez de mudá-lo, o que o leva a considerar concorrer como prefeito da cidade de Nova York para acumular mais poder.[21]

Além disso, Katarina Ziervogel interpreta Taloa, a mãe de Maya. Julia Jones, Morningstar Angeline e Dannie McCallum estrelam como os ancestrais de Maya, Chafa, Lowak e Tuklo. Chafa foi a primeira Choctaw que resgatou sua tribo de um desabamento, Lowak foi uma mulher da tribo Choctaw em 1200 que competiu em um jogo de Choctaw Stickball, e Tuklo foi a primeira mulher Lighthorseman. Braydee Cardinal interpreta um ancestral em sua estreia no cinema. Andrew Howard, que anteriormente interpretou Luther Banks em Agents of S.H.I.E.L.D., reaparece como Zane, um dos líderes do Black Knife Cartel que é leal a Fisk. Jeremy Renner aparece como Clint Barton / Ronin no primeiro episódio através de imagens de arquivo de Hawkeye, enquanto Richie Palmer, Sr. e ML Gemmill respectivamente dublam os pais de Fisk, Bill e Marlene Fisk, no episódio final. Pat Kiernan e Errol Louis interpretam a si mesmos na cena do meio dos créditos de "Maya".

## Episódios
| N.º | Título               | Dirigido por      | Escrito por | Exibição original    |
| --- | -------------------- | ----------------- | --- | -------------------- |
| 1 | "Chafa" "Chafa (BR)" | Sydney Freeland   | Marion Dayre, Josh Feldman, Steven Paul Judd e Ken Kristensen | 9 de janeiro de 2024 |
| Um flashback revela as origens do Choctaw, com Chafa emergindo como um humano das profundezas da terra. Em 2007, Maya Lopez sofre um acidente de carro com a mãe, depois que os freios são cortados. Depois de perder a perna e a mãe no acidente, ela se muda de Tamaha, Oklahoma, para a cidade de Nova York com seu pai William, a quem Chula culpa pela morte de sua filha. William se torna comandante da Gangue do Agasalho enquanto seu empregador, Wilson Fisk, se torna tio adotivo de Maya. Anos depois, Maya testemunha Clint Barton atacar a Gangue do Agasalho e matar William. Fisk consegue que Maya trabalhe com ele, prometendo encontrar o assassino de William. Durante uma missão para Fisk, Maya é atacada pelo Demolidor. Em dezembro de 2024, Maya encontra Barton e, depois de o vingador contar que Fisk planejou a morte de William, vinga seu pai atirando no olho de Fisk. Cinco meses depois, Maya retorna para Tamaha e encontra com seu primo, Biscuits, e seu tio, Henry. Ela os convence a não deixar ninguém saber de sua presença. Maya pede a Henry que a ajude a desmantelar as operações de Fisk para que ela possa assumir o controle de seu império, mas Henry se recusa, não querendo colocar sua família em perigo. Em outro lugar, Fisk se recupera de um ferimento em um hospital. |                      |                   | |                      |
| 2 | "Lowak" "Lowak (BR)" | Sydney Freeland   | História por : Marion Dayre, Ken Kristensen, Josh Feldman, Steven Paul Judd, Rebecca Roanhorse e Bobby Wilson Teleplay por: Marion Dayre, Josh Feldman, Steven Paul Judd e Ellen Morton | 9 de janeiro de 2024 |
| Em um flashback do Alabama em 1200 DC, Lowak está participando de um jogo de Choctaw Stickball contra outra tribo. Quando a equipe de Lowak está perto da vitória, o time adversário envia um guerreiro formidável que ajuda a igualar o placar. Lowak está desesperado para evitar o exílio de sua equipe caso eles percam, e recebe uma visão durante uma intensa luta corpo a corpo. Com as mãos brilhando, Lowak sai da confusão com a bola e garante a vitória para sua tribo. Maya pede a ajuda de Biscuits para sequestrar um trem de carga guardado pelos homens de Fisk. Ela localiza um contêiner de munição e coloca uma bomba caseira dentro de uma das caixas. Enquanto ela tenta sair, sua perna protética fica presa em um acoplamento. Maya recebe uma visão de seus ancestrais e então consegue empurrar o acoplamento para libertar sua perna depois que suas mãos começam a brilhar. A remessa chega a um dos arsenais de Fisk em Nova York. O líder do Black Knife Cartel, Zane, despacha homens para descarregar a caixa, acionando a bomba de Maya que destrói as instalações. Mais tarde, Maya recebe uma nova prótese de perna de Skully, que revela que uma das mulheres na visão de Maya era Chafa, a primeira Choctaw. Henry fica sabendo da explosão da munição e mais tarde confronta Maya, alertando-a para parar esses ataques antes que ela acabe machucando pessoas próximas a ela, mas ela descarta isso. Enquanto isso, Chula recebe a notícia de que Maya está na cidade, e Bonnie fica sabendo do retorno de Maya em Tamaha de Biscuits. Maya se recusa a interagir com qualquer um deles. |                      |                   | |                      |
| 3 | "Tuklo" "Tuklo (BR)" | Catriona McKenzie | História por : Ken Kristensen, Jason Gavin e Shoshannah Stern Teleplay por : Marion Dayre e Ken Kristensen                                                                              | 9 de janeiro de 2024 |
| Em um flashback do final de 1800, Tuklo pratica tiro com seu pai, um dos Cavaleiros da Luz. Apesar de querer ser um cavaleiro da luz, seu pai proíbe devido ao seu gênero. O pai de Tuklo sai para enfrentar alguns criminosos locais enquanto Tuklo trança seu cabelo como um guerreiro Choctaw. Ela recebe uma visão de Chafa e Lowak e suas mãos começam a brilhar. Os criminosos emboscaram o pai de Tuklo, mas ela ouve o ataque e chega a tempo de salvá-lo e ao seu grupo. Skully é visitado por Chula, que a incentiva a entrar em contato com Maya. Maya recebe uma visão repentina de Chafa, Lowak e Tuklo e é capturada pela funcionária de Henry, Vickie. É revelado que Vickie é leal a Fisk, tendo avisado a organização sobre a localização de Maya. Ele mantém Maya e Henry como reféns na pista de boliche de Henry e captura Bonnie depois que ela aparece para visitar Henry. Zane chega para buscar Maya, trai e mata Vickie. Após um confronto com Bonnie por causa de sua ausência, Maya escapa e ataca os executores de Zane. Zane ameaça Bonnie e Henry e mantém Maya sob a mira de uma arma enquanto se prepara para atirar nela e em Henry. Depois de receber um telefonema, Zane e seus homens vão embora. Maya manda Bonnie embora, prometendo se reconciliar com ela mais tarde. Maya descobre por Henry que Fisk ainda está vivo e Henry promete ajudá-la. Skully dá a Maya um novo visual para sua prótese. Ao sair da cidade, Maya volta para casa e é confrontada por Fisk. |                      |                   | |                      |
| 4 | "Taloa" "Taloa (BR)" | Sydney Freeland   | Ken Kristensen, Josh Feldman e Chantelle M. Wells | 9 de janeiro de 2024 |
| Em 2008, uma jovem Maya é abusada verbalmente por um vendedor de sorvete, que não consegue entender seu pedido de sorvete. Um Fisk enfurecido retalia atacando brutalmente o vendedor. Embora Maya testemunhe isso, ela não demonstra medo ou simpatia pelo vendedor. Vários anos depois, Maya está prestes a começar a trabalhar para Fisk, quando ele oferece uma lição final: eles só podem confiar um no outro. Enquanto eles terminam o jantar, a tradutora de ASL de Fisk é demitida e logo morta. Fisk dá a Maya uma lente de contato de realidade aumentada para que eles possam se comunicar sem um intérprete de ASL. Fisk diz a ela que lhe dará seu império criminoso se ela concordar em voltar com ele para Nova York, dando-lhe um dia para decidir. Maya compartilha isso com Henry, mas recebe uma visão abrupta de seus ancestrais; no recinto do festival Choctaw Powwow, Chula recebe a mesma visão. Henry leva Maya para ver Chula, que lhe conta que seus ancestrais os ajudam quando mais precisam, contando uma visão que ela recebeu ao dar à luz a mãe de Maya. Maya sai furiosa, sentindo-se abandonada por Chula quando criança. Mais tarde, Chula começa a trabalhar em uma vestimenta especial. Naquela noite, Maya vai ao hotel de Fisk com a intenção de matá-lo. Revelando a ela que matou seu pai depois de bater em sua mãe, Fisk diz a ela para cumprir sua ameaça se for disso que ela precisa, mas ela rejeita. Ele repete o convite para se juntar a ela em Nova York, mas fica furioso ao descobrir na manhã seguinte que Maya deixou Tamaha sem ele.                                   |                      |                   | |                      |
| 5 | "Maya" "Maya (BR)"   | Sydney Freeland   | Amy Rardin, Steven Paul Judd, Ellen Morton e Chantelle M. Wells | 9 de janeiro de 2024 |
| Num flashback de sua infância, Maya acerta um pica-pau com um estilingue. Taloa repreende Maya por ferir uma vida inocente e, com as mãos brilhando, cura o pica-pau. Mais tarde, as duas o liberam de volta à natureza. Biscuits envia uma mensagem para Maya informando que Chula e Bonnie estão desaparecidas, e ela retorna para Tamaha. Ela rapidamente visita a casa de Chula e tem uma visão de sua mãe, Taloa. Taloa diz a ela que ela é a personificação do legado de seu povo, e que esse legado ecoará em suas ações. A visão termina, revelando a vestimenta acabada de Chula. No Choctaw Powwow Festival, Maya localiza Fisk, que sequestrou Chula e Bonnie, e ameaça matar toda a sua família por traí-lo. Biscoitos incapacita os homens de Fisk com um caminhão monstro, enquanto Henry mata Zane. Maya compartilha seus poderes de Choctaw com Chula e Bonnie, que dominam os homens de Fisk. Usando seus poderes, Maya leva Fisk à memória de seu pai batendo em sua mãe, em um esforço para curar seu trauma e ajudá-lo a se livrar de sua raiva. Voltando à realidade, Fisk indignado exige saber o que ela fez com ele e sai do festival antes da chegada da polícia. No dia seguinte, Maya se despede de sua família antes de deixar Tamaha. Em uma cena no meio dos créditos, Fisk assiste com interesse a uma notícia sobre a falta de candidatos favoritos nas eleições para prefeito de Nova York. |                      |                   | |                      |

## Produção

### Desenvolvimento
Em dezembro de 2020, foi anunciada a escalação de Alaqua Cox como a personagem Maya Lopez / Eco, da Marvel Comics, na série do Marvel Studios do Disney+, Hawkeye (2021). Em março de 2021, o Marvel Studios estava no início do desenvolvimento de um spin-off de Hawkeye focado em Maya, para o Disney+, com Etan Cohen e Emily Cohen prontos para escreverem e serem produtores executivos. Durante o evento Disney+ Day, em novembro de 2021, a série foi anunciada oficialmente como Echo, e Marion Dayre seria a roteirista principal na época, em vez dos Cohens. Amy Rardin também se juntaria à série como roteirista principal ao lado de Dayre. Bert & Bertie, que dirigiram o episódio "Echoes", de Hawkeye, no qual Maya é apresentada, não acreditavam que elas estariam envolvidas com a série spin-off e acharam que seria apropriado para alguém da comunidade nativa americana contar ainda mais a história da personagem. Em março de 2022, Sydney Freeland compartilhou uma chamada de elenco em sua página do Instagram, indicando seu envolvimento na série como diretora. Em maio, o Marvel Studios confirmou Freeland como diretora, além de anunciar que Catriona McKenzie também dirigiria. Freeland dirigiu os dois primeiros e os dois últimos episódios, enquanto McKenzie dirigiu o terceiro episódio. Kevin Feige, Stephen Broussard, Louis D'Esposito, Brad Winderbaum, Victoria Alonso e Richie Palmer são os produtores executivos junto com Dayre, Jason Gavin e Freeland, enquanto Rardin é co-produtora executiva. A série consiste em cinco episódios.

### Roteiro
Uma sala de roteiristas para a série foi formada quando o desenvolvimento do projeto foi revelado em março de 2021. Além de Dayre e Rardin, os roteiristas da série incluem Josh Feldman, Steven P. Judd, Ken Kristensen, Rebecca Roanhorse, Bobby Wilson, Ellen Morton, Jason Gavin, Shoshannah Stern e Chantelle Wells. Em novembro de 2021 Dayre indicou que Dara Resnik Jessica Mecklenburg Kaitlyn Jeffers e Paloma Lamb também seriam roteiristas da série, embora eles não tenham sido creditados por nenhum episódio. Pelo menos dois episódios foram escritos em meados de fevereiro de 2022, enquanto a escrita dos outros episódios ainda continuava. A Marvel disse que a série exploraria as consequências das ações de Maya em Hawkeye e revelaria sua história de origem. A Indigeneidade de Maya é reimaginada para o MCU, fazendo com que ela seja membro da tribo Choctaw em Oklahoma, em vez de ser da Nação Blackfeet, como nos quadrinhos. Freeland explicou que os visuais dos quadrinhos "equivaliam a uma 'mistura' de imagens que criavam uma história de fundo 'turva' e, em última análise, inautêntica para o personagem". Ela descreveu a série como uma exploração do trauma. Judd, que é Choctaw, ajudou a trazer autenticidade à roteirização da série. O primeiro episódio mostra flashbacks para ajudar a explicar a história de Maya, assim como incluir suas aparições em Hawkeye, que é "abordado de uma forma que você sabe o que precisa saber antecipadamente". A série se passa cinco meses depois de Hawkeye, em maio de 2025. O gerente de locação, Ryan Schaetzle, disse que a história se concentraria em uma pequena cidade. A produtora supervisora, Eleena Khamedoost, disse que ambientar Echo em Tamaha, Oklahoma, foi "atraente", pois permitiu aos roteiristas transformá-la em uma personagem da série e "mostrar um mundo que nunca vimos no MCU".
Borys Kit, do The Hollywood Reporter, descreveu Echo como "uma história de crime fundamentada", enquanto seu colega Aaron Couch comparou seu tom e filmagem com Daredevil (2015–2018), Breaking Bad e John Wick (2014), chamando-o de "A versão da Marvel de um drama a cabo em vez de uma série de streaming do MCU". A série é o primeiro projeto da Marvel Studios a receber uma classificação TV-MA, que o produtor executivo Brad Winderbaum chamou de "uma nova direção para a marca [Marvel Studios]". Freeland acrescentou que esta classificação permitiu que os personagens fossem apresentados como “pessoas”, aqueles que “sangram, morrem, são mortos e há consequências reais”. Freeland se inspirou nas séries Daredevil e The Punisher (2017–2019). Winderbaum e Freeland notaram que a série teria "apostas no nível urbano" que seriam menos focadas na narrativa maior do MCU e nas "consequências cósmicas", com Freeland acrescentando que "não era o destino do universo", mas "o destino da família". Grande parte da série se passa após os eventos de Hawkeye, ao mesmo tempo que explora um “evento sísmico” na história da família de Maya e como isso a leva a Wilson Fisk / Rei do Crime. A família é um dos temas principais da série, especificamente como ela é definida, com um espectro de dinâmicas familiares mostradas na série: o "relacionamento familiar doentio" condicional de Fisk e Maya de um lado, e a família biológica de Maya do outro. Freeland disse que, no início de Echo, Maya tem "uma definição de família, e ao longo da série vamos desafiar essa definição e ver se ela é capaz de ver as coisas de uma maneira diferente". Echo é inicialmente retratada como uma vilã nos quadrinhos, algo que Freeland se sentiu atraída e a Marvel Studios a encorajou a explorar ainda mais e "forçar os limites".

### Elenco
Esperava-se que Alaqua Cox reprisasse seu papel na série com a revelação de seu desenvolvimento em março de 2021, que foi confirmado com o anúncio oficial da série em novembro de 2021 no Disney+ Day. Em agosto de 2021, a escolha do elenco da série estava em andamento, com o Marvel Studios procurando escalar mulheres nativas americanas ou latinas surdas. Em abril de 2022, foi revelado que Vincent D'Onofrio e Charlie Cox estavam envolvidos com a série, reprisando seus papéis como Wilson Fisk / Rei do Crime e Matt Murdock / Demolidor, de produções anteriores do MCU. Até o final do mês, Devery Jacobs foi escalada em um papel não revelado, relatado para ser uma protagonista da série chamada Julie, que o Deadline Hollywood descreveu como "resiliente e obstinada". Em maio de 2022, a Marvel confirmou a escalação de Jacobs e anunciou que Chaske Spencer, Tantoo Cardinal, Cody Lightning e Graham Greene também estrelariam a série, com Zahn McClarnon reprisando seu papel como William Lopez, de Hawkeye. Cox e D'Onofrio foram confirmados para retornar para a série em julho de 2022. Em setembro de 2023, um pedido do Escritório de Direitos Autorais dos Estados Unidos para a série revelou que Spencer estava interpretando Henry, Cardinal interpretando Chula, Greene interpretando Skully, Lightning interpretando Primo Biscuits e Jacobs interpretando Bonnie.
Andrew Howard, que anteriormente interpretou Luther Banks em Agents of S.H.I.E.L.D., reaparece na série como Zane, um dos capangas de Fisk. Imagens de arquivo de Jeremy Renner como Clint Barton / Ronin, de Hawkeye, são apresentadas no primeiro episódio, enquanto Richie Palmer, Sr. e ML Gemmill respectivamente dublam os pais de Fisk, Bill e Marlene Fisk, no episódio final, substituindo Domenick Lombardozzi e Phyllis Somerville, que interpretaram os personagens de Daredevil. A atriz surda Katarina Ziervogel interpreta Taloa.
Em abril de 2022, o Marvel Studios estava procurando figurantes, principalmente nativos americanos, para duas ondas de filmagens. O primeiro grupo de cerca de 30 pessoas retrataria um "grupo central" de habitantes da cidade, enquanto a escolha de figurantes para dançarinos e cantores powwow também estava em andamento. A série trabalhou com centenas de nativos americanos de todo o país. Freeland revelou que Echo apresenta uma série de participações especiais de outros filmes e séries que estão a serviço de Maya e “têm uma motivação histórica por trás” de sua aparência.

### Design
A Nação Choctaw de Oklahoma, juntamente com conselheiros da organização IllumiNative, foram consultados sobre a representação da cultura, lendas e história Choctaw retratadas na série. Os vários chefes de departamento puderam viajar para a Nação Choctaw em Oklahoma para aprender mais sobre a língua e a cultura dos Choctaw, bem como experimentá-la em primeira mão enquanto participavam de um powwow. Eles trabalharam com o chefe dos Choctaw, Gary Batton, o oficial de preservação histórica tribal, Dr. Ian Thompson, e o diretor executivo de Serviços Culturais, Seth Fairchild. Fairchild disse que a Nação Choctaw viu o Echo como "uma oportunidade de realmente emprestar nossa voz e cultura em uma escala que de outra forma não teria sido possível".

Não é apenas um traje, é um registro de guerra. É um traje único e simbólico e representa Maya assumindo o controle e aceitando seu lugar em sua família real. É ela dizendo: 'Eu sou Maya Lopez', e eu ecoo os poderes dos ancestrais não apenas em minhas habilidades incríveis, mas na maneira como me visto, na maneira como faço tranças no cabelo e nos detalhes da minha perna protética.

—O produtor executivo Richie Palmer fala sobre o figurino e o visual final de Maya Lopez.
Ambre Wrigley é a figurinista da série e chamou de "crítico" poder colaborar com os Choctaw no visual dos figurinos. Wrigley conversou com "pelo menos cinco líderes tribais e historiadores diferentes" e contratou um grupo de artesãos Choctaw para fazer peças da vestimenta. O traje de herói de Maya foi projetado junto com os artistas Choctaw, que garantiram que representasse seu povo e ainda fornecesse uma “revelação poderosa” em sua estreia no final da série. Cox explicou que apresenta simbolismo de felicidade e poder da cultura Choctaw, junto com contas e pedras preciosas que pretendem representar a pele de uma cascavel ocidental, "um animal muito poderoso" respeitado pelos Choctaw. O traje do Demolidor na série é uma “nova versão” de seu traje da série da Netflix, com o design mais próximo daquele que ele usou em She-Hulk: Attorney at Law (2022) com mais vermelho. O traje da Netflix foi originalmente desenhado pelo chefe de desenvolvimento visual da Marvel Studios, Ryan Meinerding, que o "ajustou" para Echo para "homenagear o clássico Demolidor" e trazer o visual "quintessencial" do personagem para a série. Chris Trujillo é o designer de produção. Os chefes de departamento puderam comprar itens diretamente do povo Choctaw, aumentando a autenticidade.

### Filmagens
As filmagens começaram em 21 de abril de 2022, no Trilith Studios em Fayetteville, Geórgia, assim como em toda a área metropolitana de Atlanta, em Atlanta, com direção de Sydney Freeland e Catriona McKenzie. As diretoras de fotografia incluem Kira Kelly para os episódios de Freeland, e Magdalena Gorka pelo episódio de McKenzie.  A série foi filmada usando os títulos provisórios Grasshopper e Whole Branzino. Uma tradicional cerimônia de bênção Choctaw foi realizada antes do início da produção. As filmagens estavam programadas para ocorrer ao longo da Great Walton Railroad em Social Circle, Georgia naquele mês, assim como em Peachtree City, Geórgia, do final de abril ao final de agosto de 2022. Anteriormente, as filmagens estavam previstas para começar em fevereiro de 2022, assim como no início de abril. As filmagens de estabelecimento de dois episódios aconteceram em Grantville, Geórgia, de 16 até 20 de maio, em várias ruas da cidade, na torre de água de Grantville e no Castelo Bonnie. As filmagens fora de Atlanta ocorreram com o primeiro grupo de extras por volta de 1º de junho, com o segundo grupo por três semanas em julho, e com os dançarinos e cantores extras por cerca de duas a três semanas em julho. O cenário powwow foi construído em um recinto de feiras rural que Trujillo sentiu "que tinha esse ótimo tom, textura e caráter". Inicialmente foi difícil encontrar locais na Geórgia que funcionassem como Oklahoma, mas os criativos puderam aproveitar sua viagem à nação Choctaw e explorar as áreas vizinhas para reunir fotos de referência e informações que ajudaram a informá-los sobre locais na Geórgia que funcionariam para as filmagens. As filmagens ocorreram ao longo de 92 dias, e encerradas em 26 de agosto de 2022.
Freeland trabalhou para garantir que seus close-ups incluíssem atores fazendo linguagem de sinais, com muitos membros da equipe tendo aulas de linguagem de sinais americana. Eles aprenderam que, diferentemente da fala, que transmite texto e subtexto, a sinalização transmite o texto, enquanto o rosto de uma pessoa transmite o subtexto, o que mudou a abordagem de Freeland ao filmar Maya. Douglas Ridloff atuou como consultor de ASL e produtor de consultoria, depois de fazer isso anteriormente em Hawkeye e Eternals (2021), com a série empregando intérpretes ASL e ASL indígenas. Ridloff, que é marido da atriz de Eternals, Lauren Ridloff, ajustaria suas traduções do inglês para a língua de sinais dependendo de cada personagem, levando em consideração coisas como qual deveria ser sua proficiência ou dialetos familiares ou regionais. Por exemplo, Bonnie sinaliza sem falar porque é proficiente, enquanto os personagens mais velhos, como Chula, sinalizam mais devagar e usam SimCom, que sinaliza e fala ao mesmo tempo. Ridloff também foi capaz de incorporar a linguagem de sinais dos índios das planícies e outras línguas de sinais indígenas que "remontam à pré-colonização" na série.

### Pós-produção
Em maio de 2023, Jeff Sneider, do Above the Line, relatou que a série foi originalmente filmada em oito episódios e, após vários problemas de produção, foi considerada por Feige como "indisponível". Discussões foram então realizadas sobre a possibilidade de editar o que havia sido filmado em quatro ou seis episódios durante a pós-produção, antes de ser finalmente decidido refazer grande parte da série.  A série consiste em cinco episódios. Devido à história "pé no chão" da série, foi relatado que ela tinha menos efeitos visuais em comparação com outras séries da Marvel Studios. Os editores da série são Joel Pashby, Chris McCaleb, Amelia Allwarden, Shelby Hall, e Tania Goding.

## Trilha sonora
Em fevereiro de 2023, Mato Wayuhi estava trabalhando na trilha sonora da série, mas não estava mais envolvido no final de julho ou início de agosto. Dave Porter revelou em dezembro que seria o compositor da série. A faixa-título foi lançada pela Hollywood Records e Marvel Music em 5 de janeiro de 2024, seguida pelo álbum da trilha sonora da série em 12 de janeiro de 2024. "Burning" de Yeah Yeah Yeahs é ouvida na abertura. A trilha sonora apresentava muitas canções vocais preexistentes, ao contrário das séries anteriores do MCU do Disney+, que tradicionalmente apresentavam trilhas originais.

Todas as músicas são compostas por Dave Porter, exceto onde indicado.
| Echo (Original Soundtrack) |                                                       | |         |  |
| N.º                        | Título                                                | Performer(s)                                                                                              | Duração |  |
| 1.                         | "Echo"                                                | | 2:14    |  |
| 2.                         | "The First Choctaw"                                   | | 3:28    |  |
| 3.                         | "A Better Life"                                       | | 2:26    |  |
| 4.                         | "Already Gone"                                        | | 2:34    |  |
| 5.                         | "Kingpin"                                             | | 3:21    |  |
| 6.                         | "Queenpin"                                            | | 5:56    |  |
| 7.                         | "Cage Fight"                                          | | 1:59    |  |
| 8.                         | "Birth of a Villain"                                  | | 2:33    |  |
| 9.                         | "Never Rest"                                          | | 2:11    |  |
| 10.                        | "Bushto"                                              | | 4:56    |  |
| 11.                        | "Train Heist"                                         | | 7:50    |  |
| 12.                        | "Zane"                                                | | 3:18    |  |
| 13.                        | "The Mighty Tuklo"                                    | | 4:29    |  |
| 14.                        | "Ohoyo-yvt Na Moma Ikhaiyana (She Who Remembers All)" | Brenner Billy, Bryon "Mahli" Billy, Philip L. Billy, Lisa Johnson-Billy, Alisha Williams & Seth Fairchild | 1:10    |  |
| 15.                        | "Rink Fight"                                          | | 2:36    |  |
| 16.                        | "Shaped by Those Before You"                          | | 3:33    |  |
| 17.                        | "Echoes of the Ancestors"                             | | 6:39    |  |
| 18.                        | "Who's the Monster?"                                  | | 4:55    |  |
| 19.                        | "Slingshot"                                           | | 2:39    |  |
| 20.                        | "Remember Your Gifts"                                 | | 3:39    |  |
| 21.                        | "Seeds of Strength"                                   | | 2:11    |  |
| 22.                        | "The Once and Future Kingpin"                         | | 2:45    |  |
| Duração total:             | Duração total:                                        | Duração total:                                                                                            | 1:17:00 |  |

## Marketing
Alaqua Cox, D'Onofrio, Jacobs, Greene, Cody Lightning e Chaske Spencer apresentaram as primeiras imagens da série exclusivamente na D23 Expo 2022, que incluía legendas. Wilson Chapman, da Variety, destacou muitas cenas com Echo "arrasando" e do povo nativo americano, e a aparição do Rei do Crime de Vincent D'Onofrio com um tapa-olho. Aidan Kelley, do Collider, disse que a prévia "define o tom perfeitamente para o show", deixando "muito claro" que a herança nativa americana de Lopez seria proeminente por toda parte. Kelley também disse que a prévia mostrava Lopez sendo "uma fodona total com uma performance incrível de Alaqua Cox, que exala carisma sem dizer uma única palavra". O primeiro trailer foi lançado em 3 de novembro de 2023. Michael McWhertor, da Polygon, chamou o trailer de "violento e chocante" e apontou a inclusão de uma breve participação especial do Demolidor. Mais tarde naquele dia, os dois primeiros episódios foram exibidos na área distrital dos Choctaw Casinos & Resorts em Durant, Oklahoma, com Freeland também participando de uma sessão de perguntas e respostas. O Centro Cultural MOWA Choctaw também iniciou um dos maiores powwows anuais da Nação Choctaw para promover a série e celebrar o Mês da Herança Nacional do Índio Americano. Um trailer lançado em 16 de dezembro de 2023, que indicava a data de lançamento anterior da série, foi notado por sua violência brutal e sangrenta, que Ray Flook, do Bleeding Cool, acreditava ser o mais visto em uma série da Marvel desde as séries da Netflix da Marvel Television. Adam Barnhardt, do ComicBook.com, apontou o uso de narração no trailer, "uma ocorrência rara para um programa da Marvel Studios", para notar o uso de violência em Echo.
Um teaser lançado uma semana antes da estreia da série incluía imagens de Fisk e Demolidor, de Daredevil. James Whitbrook, do Gizmodo, opinou que isso, junto com comentários de Winderbaum sobre acreditar pessoalmente que Daredevil deveria fazer parte da Linha do Tempo Sagrada do MCU, estava "confundindo Echo como [uma] sequência de proto-Daredevil" que "fala do complexo, complicadas maneiras que a Marvel agora tem para lidar com o boom do universo compartilhado". Ele também achou "engraçado" que Echo estava se concentrando em suas conexões com Daredevil quando era para ser a primeira série "Marvel Spotlight" criada para ser amplamente independente e livre da necessidade de conhecer outros filmes ou séries para entender e assistir. Após o lançamento da série, Alaqua Cox a promoveu com várias aparições em talk shows, enquanto Freeland foi definida para discutir a série no Festival de Cinema de Sundance e na organização de justiça racial IllumiNative's Indigenous House.

## Lançamento
Echo lançou todos os episódios simultaneamente no Disney+ e Hulu em 9 de janeiro de 2024 e consiste em cinco episódios. É a primeira série do Marvel Studios a lançar todos os seus episódios de uma vez, já que as séries anteriores do estúdio eram lançadas semanalmente. Echo estará disponível no Hulu até 9 de abril de 2024. Uma dublagem dos episódios no idioma Choctaw também estará disponível. O consultor Terry Billy explicou que traduzir entre inglês e Choctaw era chegar o mais próximo possível do palavreado ou contexto pretendido e, quando isso não fosse possível, interpretar o contexto para o Choctaw "cotidiano".
A série foi originalmente programada para ser lançada em meados de 2023, antes de Dayre declarar, em dezembro de 2022, que a série provavelmente seria lançada cerca de um ano depois, indicando uma estreia no final de 2023, que a Marvel Studios posteriormente anunciou como 29 de novembro de 2023, antes de ser adiada, em setembro de 2023, para o período de janeiro de 2024. A Marvel Studios anunciou mais tarde que a série estrearia na noite anterior, em 9 de janeiro. Fará parte da Fase Cinco do UCM, e será a primeira série lançada sob o selo "Marvel Spotlight".

## Recepção

### Audiência do público
Echo estreou em primeiro lugar no Disney+ e no Hulu. Seu lançamento também aumentou a audiência de Hawkeye, das duas primeiras temporadas de Daredevil e da primeira temporada de The Punisher no Disney+. De acordo com o agregador de streaming Reelgood, Echo foi o quinto programa mais transmitido durante a semana de 11 de janeiro de 2024. De acordo com o agregador de streaming JustWatch, Echo foi a quinta série de televisão mais transmitida de 8 a 11 de janeiro de 2024. De acordo com o TV Time da Whip Media, Echo foi a sexta série de televisão original mais transmitida em todas as plataformas nos Estados Unidos durante a semana de 28 de janeiro de 2024, e a décima durante a semana de 4 de fevereiro de 2024.

### Crítica
O site agregador de avaliações Rotten Tomatoes relata um índice de aprovação de 71% com uma classificação média de 6,6/10, com base em 85 avaliações. O consenso crítico do site diz: "Alaqua Cox faz com que a primeira temporada de Echo valha a pena assistir, enquanto a ação contundente e novos elementos narrativos sugerem um forte potencial para esta série de construção lenta". O Metacritic, que usa uma média ponderada, atribuiu uma pontuação de 62 em 100 com base em 23 avaliações, indicando "avaliações geralmente favoráveis".

### Reconhecimentos
O desempenho de Alaqua Cox foi uma menção honrosa para o Artista da Semana da TVLine na semana que terminou em 13 de janeiro de 2024, com Keisha Hatchett afirmando que Alaqua Cox "entregou seu melhor desempenho" no episódio final da série, onde ela "libertou a guerreira Choctaw dentro de si", chamando de “empoderador vê-la chorar ao falar com o espírito de sua mãe, seus olhos cheios de lágrimas dando um soco mais forte do que os golpes físicos nas cenas que se seguiram”.

## Documentário especial
Em fevereiro de 2021, foi anunciada a série documental Marvel Studios: Assembled. O especial desta série, "The Making of Echo", foi lançado no Disney+ em 31 de janeiro de 2024. Ele explora como a equipe criativa aprendeu a linguagem de sinais americana e trabalhou para retratar com precisão a cultura nativa americana, assim como a colaboração entre os estúdios da Marvel e a nação Choctaw.

## Futuro
Em novembro de 2022, D'Onofrio afirmou que Echo levaria aos eventos da série Daredevil: Born Again, com D'Onofrio e Charlie Cox reprisando seus respectivos papéis como Wilson Fisk / Rei do Crime e Matt Murdock / Demolidor. Após a estreia bem-sucedida da série, a Marvel Studios supostamente manifestou interesse em usar Echo em futuros projetos do MCU e começou a desenvolver novas ideias relacionadas aos seus heróis urbanos.